# Microsoft Display Dock
Microsoft Display Dock és una docking station que permet a seleccionats dispositus amb Windows 10 Mobile per connectar-se a un monitor d'ordinador, un ratolí i un teclat per a una experiència de PC d'escriptori. També és el primer dispositiu que actua com a dock a Windows 10 Mobile amb la nova funció "Continuum" que permet que alguns dispositius mòbils executin aplicacions mòbils natives com si fossin aplicacions d'escriptori, tot i que emulant Windows 10 per a PC, el programari no té la majoria de les característiques que inclouen les versions d'escriptori com ara executar aplicacions de la Microsoft Store de costat a costat o bé aplicacions Win32, i diverses aplicacions com Microsoft Missatgeria +Skype no s'executi en mode de pantalla completa per a monitors més grans.
El Display Dock també funciona com un concentrador USB normal si no estava connectat a cap font de sortida
Actualment, els únics dispositius compatibles amb el Microsoft Display Dock són els Microsoft Lumia 950 i el Microsoft Lumia 950 XL.

## Maquinari
El Microsoft Display Dock és un objecte en forma de cub que té una mida de 2,5 a 2,5 polzades (HWD) i està cobert en ports tant a la part frontal com a la part posterior del dispositiu i pesa 8,1 unces (23 grams). El telèfon Microsoft Lumia es connecta a través del port USB-C a la part frontal i a la part posterior hi ha 3 ports tipus USB A, un port HDMI, un connector DisplayPort de grandària total, i un únic port USB-C per a iniciar-ho.

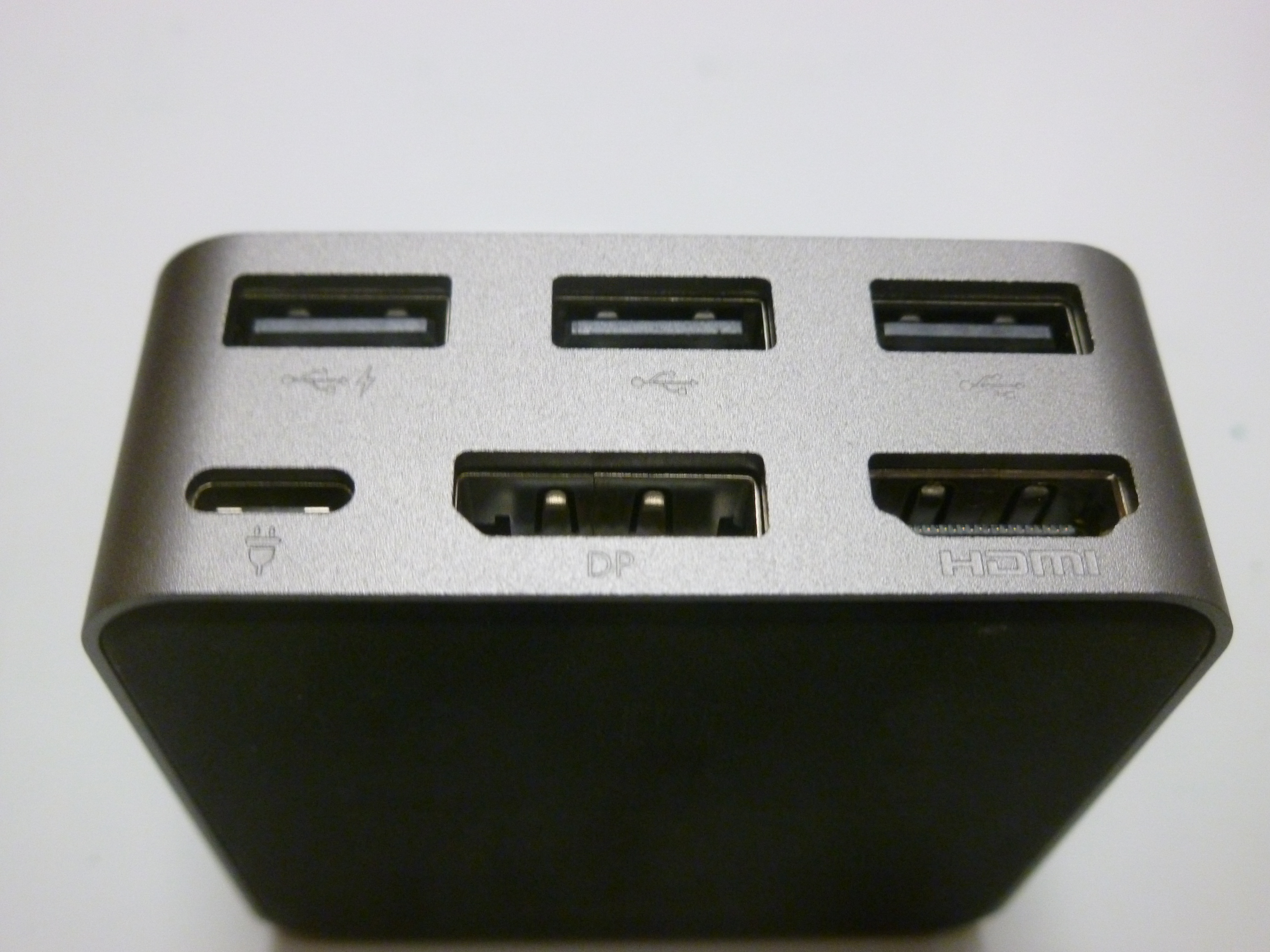
La part posterior del dispositiu.